# Diocesi di Tunusuda
La diocesi di Tunusuda (in latino Dioecesis Thunusudensis) è una sede soppressa e sede titolare della Chiesa cattolica.

## Storia
Tunusuda, identificabile con Sidi-Meskin nell'odierna Tunisia, è un'antica sede episcopale della provincia romana dell'Africa Proconsolare, suffraganea dell'arcidiocesi di Cartagine.
Sono due i vescovi documentati di Tunusuda. Alla conferenza di Cartagine del 411, che vide riuniti assieme i vescovi cattolici e donatisti dell'Africa romana, presero parte il cattolico Gennaro e il donatista Vittoriano.
Dal 1933 Tunusuda è annoverata tra le sedi vescovili titolari della Chiesa cattolica; dal 29 gennaio 2000 il vescovo titolare è José Luis Fletes Santana, già vescovo ausiliare di Città del Messico.

## Cronotassi

### Vescovi
- Gennaro † (menzionato nel 411)
  - Vittoriano † (menzionato nel 411) (vescovo donatista)

### Vescovi titolari
- Mark Joseph Hurley † (21 novembre 1967 - 19 novembre 1969 nominato vescovo di Santa Rosa in California)
- Teodoro Ubeda Gramage † (1º settembre 1970 - 13 aprile 1973 nominato vescovo di Maiorca)
- Concordio Maria Sarte † (25 aprile 1973 - 12 agosto 1980 nominato vescovo di Legazpi)
- John Olorunfemi Onaiyekan (10 settembre 1982 - 20 ottobre 1984 nominato vescovo di Ilorin)
- Germano Grachane, C.M. (22 gennaio 1990 - 11 ottobre 1991 nominato vescovo di Nacala)
- José Luis Fletes Santana, dal 29 gennaio 2000